# Ministre de l'Agriculture, de la Pêche et de l'Alimentation du cabinet fantôme
Le Ministre de l'agriculture, de la pêche et de l'alimentation du cabinet fantôme est membre du Cabinet fantôme du Royaume-Uni chargé de la surveillance du ministre de l'agriculture, de la pêche et de l'alimentation et de son ministère.

## Secrétaires d'État  du cabinet fantôme
| Nom     | Nom             | Nom     | Entrée en fonction | a quitté ses fonctions | Parti politique | Leader de l'opposition |
| ------- | --------------- | ------- | ------------------ | ---------------------- | --------------- | ---------------------- |
|         | Cledwyn Hughes  |         | 1970               | 1971                   | Travailliste    | Wilson                 |
|         | Lord Peart      |         | 16 décembre 1971   | 10 avril 1972          | Travailliste    | Wilson                 |
| Unknown |                 |         |                    |                        |                 |                        |
|         | Francis Pym     |         | 18 février 1975    | avril 1975             | Conservateur    | Thatcher               |
|         | Michael Jopling |         | avril 1975         | 15 janvier 1976        | Conservateur    | Thatcher               |
|         | Francis Pym     |         | 15 janvier 1976    | 19 novembre 1976       | Conservateur    | Thatcher               |
|         | John Peyton     |         | 19 novembre 1976   | 4 mai 1979             | Conservateur    | Thatcher               |
|         | Roy Mason       |         | 14 juillet 1979    | 24 novembre 1981       | Travailliste    | Callaghan              |
|         | Roy Mason       | Foot    | 14 juillet 1979    | 24 novembre 1981       | Travailliste    |                        |
|         | Norman Buchan   |         | 24 novembre 1981   | 1er octobre 1983       | Travailliste    |                        |
|         | Robert Hughes   |         | 31 octobre 1983    | 26 octobre 1984        | Travailliste    |                        |
|         | Brynmor John    |         | 26 octobre 1984    | 13 juillet 1987        | Travailliste    |                        |
|         | David Clark     |         | 13 juillet 1987    | 24 juillet 1992        | Travailliste    | Kinnock                |
|         | Ron Davies      |         | 24 juillet 1992    | 21 octobre 1993        | Travailliste    | Smith                  |
|         | Gavin Strang    |         | 21 octobre 1993    | 2 mai 1997             | Travailliste    | Smith                  |
|         | Gavin Strang    | Beckett | 21 octobre 1993    | 2 mai 1997             | Travailliste    |                        |
|         | Gavin Strang    | Blair   | 21 octobre 1993    | 2 mai 1997             | Travailliste    |                        |
|         | Douglas Hogg    |         | 2 mai 1997         | 17 juin 1997           | Conservateur    | Major                  |
|         | David Curry     |         | 17 juin 1997       | 3 novembre 1997        | Conservateur    | Hague                  |
|         | Tim Yeo         |         | décembre 1997      | 18 septembre 2001      | Conservateur    | Hague                  |

À partir de 2001, le ministre de l'Agriculture, des Pêcheries et de l'Alimentation du cabinet fantôme a été dissous et la responsabilité a été transférée au Secrétaire d'État à l'Environnement, à l'Alimentation et aux Affaires rurales du cabinet fantôme.